# Галица (Черновицкая область)
Галица (укр. Галиця) — село в Сокирянской городской общине Днестровского района Черновицкой области Украины.
До 2020 года входило в Сокирянский район.
Население по переписи 2001 года составляло 121 человек. Почтовый индекс — 60234. Телефонный код — 3739. Код КОАТУУ — 7324086003.